# Broma
Broma este o comună din departamentul Issia, regiunea Haut-Sassandra, Coasta de Fildeș.